# Casa Montagut

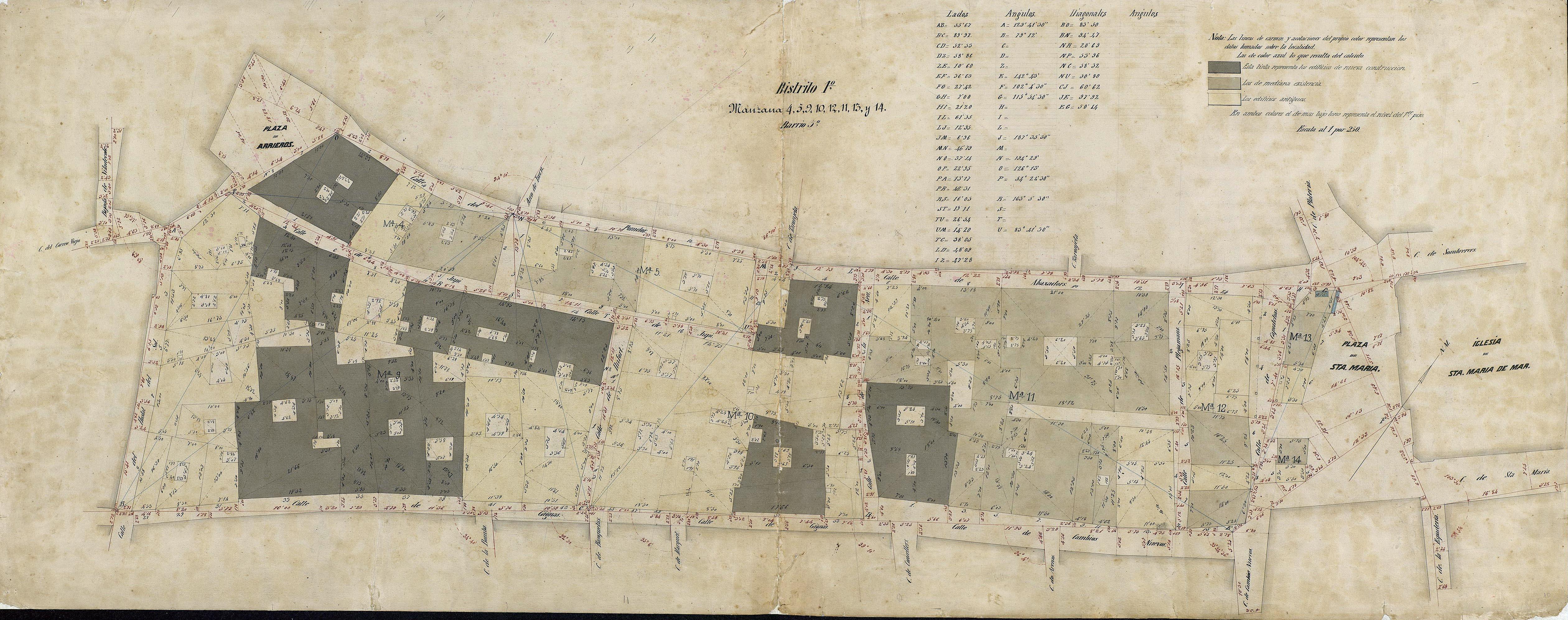
Quarteró núm. 10 de Garriga i Roca (c. 1860)

La casa Montagut és un edifici situat als carrers dels Abaixadors i Cap del Món de Barcelona, catalogat com a bé cultural d'interès local.

## Història
Segons el Cadastre de 1716, en aquest indret hi havia unes cases de Francesca Oller, vídua del comerciant Montserrat Pedret. El seu fill Josep Pedret i Oller (†1763) es va instal·lar a Reus, on va exercir d'advocat i es va casar amb Francesca Borràs i Benet. La seva filla Teresa Pedret i Borràs s'hi va casar amb el comerciant de vins i aiguardents  Joan Baptista Montagut i Soler, originari de Marçà i fill del comerciant Joan Montagut i de Rufina Soler, i li va aportar un dot de 8.500 lliures.
Cap al 1783, Montagut va constituir amb l'escocès Archibald Ewart la casa de comerç marítim Montagut, Ewart i Cia, i va comprar al seu cunyat Joan Bru Pedret i Borràs les cases del carrer dels Abaixadors per 7.000 lliures, que serviren per a pagar la llegítima del seu germà Joaquim. A finals del 1784, va demanar permís per a construir-hi un casal de planta baixa, entresol i tres pisos, que seria la seu de la societat, segons el projecte del mestre de cases Josep Marc Ivern, que també dirigí les obres, efectuades entre el 30 d'abril del 1785 i el 12 de maig del 1787, segons els comptes dels picapedrers conservats a l'Arxiu Històric de la Ciutat.
Montagut morí a Reus el 4 de gener del 1803, i la propietat va passar a mans del seu fill Joan Montagut i Pedret, que exercí el càrrec de cònsol dels Estats Units en aquella vila.
L'any 1871, el missioner metodista William Thomas Brown hi va obrir el primer local de culte evangèlic de la ciutat, on va instaurar un temple, una escola diària i una escola dominical. L'objectiu de l'església era crear una comunitat solidària i participativa, però a tots els seus membres se'ls exigia un deure a complir i una estricta disciplina moral i material. L'any 1892, la comunitat evangèlica es traslladà al carrer dels Banys Nous, 16, però diversos conflictes amb els col·lectius catòlics del barri la van obligar a cercar un nou emplaçament.
Posteriorment, s'hi instal·là la societat recreativa Cupido, que organitzava activitats com balls de màscares. En temps més recents, la gran sala de la planta noble ha estat destinada a una considerable varietat d'usos: des de discoteca en horari after fins a ateneu popular, teatre d'òpera, teatre de titelles dirigit a un públic familiar, sala de concerts de jazz o sala de cabaret. Actualment, la part noble de l'edifici és ocupada per l'espai cultural i musical ABX 10, gestionat per Lateral Thinking i Primavera Sound.

## Descripció
L'edifici disposa d'una planta quadrangular, força regular, on les dependències s'organitzen al voltant d'un pati central descobert. Consta de planta baixa, principal i dos pisos més, tot cobert amb un terrat pla transitable. La planta baixa disposa de cinc grans portalades amb llinda recta i muntants motllurats; tot i així la central es presenta més monumentalitzada a través del treball còncau de la llinda i de la zona del basament per evitar que la paret es malmeti per l'entrada dels carros (guardarrodes).
El primer pis es corresponia amb la planta noble de la finca i disposa de cinc grans finestres amb llinda i muntants motllurats, obertes cadascuna a un balcó. Aquest es configura com una llossana de pedra en voladís amb una barana de ferro decorada amb reganyols. Aquest nivell se separa del segon pis a través d'una motllura que es desenvolupa entre les llosanes dels balcons d'aquest nivell. La configuració d'aquest segon pis es força similar a la de la planta noble, a diferència que el voladís dels balcons és més reduït com també ho és l'alçada de les finestres. El tercer i darrer nivell presenta la mateixa configuració i efectivament tant l'alçària de les finestres com el voladís del balcó són més reduïts.
L'edifici es corona amb una cornisa motllurada en voladís. A excepció de la planta baixa (que és de pedra de Montjuïc), la resta es troben revestits amb un acabat vermellós, on només queda vista la pedra que configura les finestres i la motllura que separa els diversos nivells.
A l'interior de la finca s'accedeix a través de la portada localitzada al tram central de la planta baixa de la façana. El vestíbul dona pas al gran pati descobert de la casa, al voltant del qual s'organitzen els recorreguts i les dependències de la finca. Cal destacar d'aquest pati l'escala monumental coberta que es desenvolupa fins a la planta noble adossada a dues de les façanes del pati. Aquesta escala constitueix un important testimoni de la tipologia d'escala coberta barroca que es va desenvolupar a la ciutat de Barcelona al llarg del segle xviii. En aquest cas, l'escala es cobreix amb dos trams de volta d'aresta rampant que es recolza al mur i al pilar angular localitzat al gir del dos trams. Aquesta escala disposa d'una barana de ferro, la decoració de la qual repeteix els motius emprats als balcons de la façana del carrer Abaixadors.
La façana posterior repeteix el model de la del carrer dels Abaixadors però amb variacions. Concretament, la planta baixa disposa d'una porta i quatre finestres, tot i que una d'aquestes finestres és obra d'una reforma posterior al projecte original que tapia una porta. La resta de nivells mantenen la mateixa estructura amb balcons de pedra i barana de ferro amb reganyols.